# Bernard Biando Sango
Pour les articles homonymes, voir Sango (homonymie).

## Biographie
Bernard Biando Sango est un homme politique de la République démocratique du Congo (RDC), membre de l'Union des démocrates mobutistes (UDEMO). Il a occupé plusieurs postes ministériels et est actuellement député national.

## Carrière politique

### Débuts et engagement au sein de l'UDEMO
Bernard Biando Sango est membre de l'Union des démocrates mobutistes (UDEMO), un parti politique fondé par Nzanga Mobutu, fils de l'ancien président Mobutu Sese Seko. Il en est le secrétaire général.

### Ministre du Commerce et des PME (2010-2011)
Le 19 février 2010, il est nommé ministre du Commerce, des Petites et Moyennes Entreprises dans le gouvernement Muzito II. Il occupe ce poste jusqu'au 11 septembre 2011. Le 11 mars 2011, il annonce sa démission du gouvernement en solidarité avec Nzanga Mobutu, révoqué la veille de ses fonctions de vice-Premier ministre et ministre du Travail et de la Prévoyance sociale .

### Ministre de la Solidarité et de l'Action humanitaire (2017-2019)
Le 9 mai 2017, Bernard Biando Sango est nommé ministre de la Solidarité et de l'Action humanitaire dans le gouvernement de Bruno Tshibala. En août 2017, il annonce la création d'un fonds de solidarité humanitaire visant à prévenir et anticiper les catastrophes en RDC.
En août 2019, il est interpellé par l'Agence nationale de renseignements (ANR) dans le cadre d'une enquête sur le détournement présumé de fonds destinés à l'assistance humanitaire des sinistrés de Minembwe, dans la province du Sud-Kivu.

### Rôle dans l'opposition
En septembre 2016, Bernard Biando Sango devient modérateur de la Dynamique de l'opposition, succédant à Freddy Matungulu. Cette plateforme regroupe plusieurs partis politiques opposés au régime en place.

### Député national
Il est élu député national de la circonscription de Mobayi-Mbongo. À ce titre, il participe aux travaux législatifs et représente sa circonscription à l'Assemblée nationale.

### Positions politiques
En novembre 2015, lors de la commémoration du 50e anniversaire de la prise de pouvoir par Mobutu Sese Seko, Bernard Biando Sango appelle les Congolais à "capitaliser les acquis du régime Mobutu", mettant en avant la paix et la restauration de l'autorité de l'État durant cette période.